# Albert Pyun
Albert Pyun (Hawaii, 19 maggio 1953 – Las Vegas, 26 novembre 2022) è stato un regista statunitense, la cui carriera fu principalmente caratterizzata dalla regia di film di serie B e di film a basso costo, quasi sempre di fantascienza e d'azione.

## Biografia
Dopo un periodo di tirocinio con l'attore Toshirō Mifune, Puyn diresse il suo primo film, il fantasy La spada a tre lame, che rimarrà anche il suo più grande successo al botteghino, con oltre $ 36 milioni di dollari incassati negli Stati Uniti d'America (nella settimana di programmazione del 23 aprile 1982 è stato il secondo film più visto nelle sale statunitensi dopo Conan il Barbaro). La produzione del film è ricordata anche per la tragica morte di uno stuntman che gettandosi da un palazzo non centrò il telone protettivo.
Dopo il successo dell'esordio, Pyun venne preso in considerazione per la trasposizione cinematografica di Total Recall, dal racconto di Philip K. Dick, una produzione di Dino De Laurentiis che per molti anni venne progettata e rimandata (e realizzata in seguito nel 1990 da Paul Verhoeven col titolo di Atto di forza). Pyun continuò invece prima con Sogni radioattivi (1985), quindi con Pericolosamente vicini (1986, Golden Raven al Fantastic Film Festival di Bruxelles), uno dei suoi pochi altri film del circuito mainstream e distribuiti su larga scala. 
Dopo Doppio gioco del 1987 e Cyborg (1989), con Jean-Claude Van Damme (pellicola che ebbe anche due seguiti), Pyun diresse il mediocre Capitan America (1990), basato sull'omonimo personaggio dei fumetti della Marvel.
La sua corposa produzione degli anni novanta fu quasi interamente realizzata nell'ambito del cinema indipendente, con una propensione verso pellicole dalle tematiche bizzarre (molti i film sui "cyborg"): per tali soggetti, e per il fatto di aver quasi sempre operato con budget limitati, è stato anche definito come il "nuovo Ed Wood". Fa eccezione il più recente Ticker - Esplosione finale (2001) con Steven Seagal e Dennis Hopper.
Nel 2013, mentre filmava The Interrogation of Cheryl Cooper, annunciò di aver contratto la sclerosi multipla: la pellicola fu ultimata l'anno successivo.
Pyun è morto nel 2022, per le complicazioni della sclerosi, cui si era anche aggiunto un principio di demenza senile. Ad annunciarne il decesso è stata la moglie, la produttrice Cynthia Curran.

## Filmografia

### Cinema
- La spada a tre lame (The Sword and the Sorcerer) (1982)
- Sogni radioattivi (Radioactive Dreams) (1985)
- Pericolosamente vicini (Dangerously Close) (1986)
- Vicious Lips (1986)
- Doppio gioco (Down Twisted) (1987)
- Un'aliena al centro della Terra (Alien from L.A.) (1988)
- Cyborg (1989)
- Deceit (1990)
- Capitan America (Captain America) (1990)
- Kickboxer 2 - Vendetta per un angelo (Kickboxer 2: The Road Back) (1991)
- Bloodmatch (1991)
- Dollman (1991)
- Cyborg - La vendetta (Nemesis) (1992)
- Brain Smasher... il buttafuori & la modella (Brain Smasher... A Love Story) (1993)
- Knights - I cavalieri del futuro (Knights) (1993)
- Arcade: Impatto Virtuale (Arcade) (1993)
- Kickboxer 4 - L'aggressore (Kickboxer 4: The Aggressor) (1994)
- Hong Kong '97 (1994)
- Spitfire (1995)
- Heatseeker (1995)
- Cyborg Terminator 2 (Nemesis 2: Nebula) (1995)
- Adrenalina (Adrenalin: Fear the Rush) (1996)
- Cyborg Terminator 3 (Nemesis III: Prey Harder) (1996)
- Omega Doom (1996)
- Nemesis 4: Death Angel (1996)
- Blast (1997)
- Pistole sporche (Mean Guns) (1997)
- Crazy Six (1997)
- Postmortem (1998)
- Sorcerers (1998)
- Urban Menace (1999)
- Corrupt (1999)
- The Wrecking Crew (2000)
- Ticker - Esplosione finale (Ticker) (2001)
- Max Havoc: Curse of the Dragon (2004)
- Infection (2005)
- Aliens Gone Wild (2006)
- Cool Air (2006)
- Left for Dead (2007)
- Road to Hell (2008)
- Bulletface (2010)
- Tales of an Ancient Empire (2010)
- The Interrogation of Cheryl Cooper (2014)
- Cyborg Nemesis: The Dark Rift (2014)
- Interstellar Civil War (2017)
- Death Heads: Brain Drain (2018)

### Televisione
- The Fifth Corner - serie TV, episodio 1x03 (1992)
- Ravenhawk (Raven Hawk) - film TV (1996)